# 楓之谷 (動畫)
2006年11月9日，NEXON Japan發表了與MADHOUSE的合作，將楓之谷製成動畫。目的在於可使尚未接觸楓之谷的玩家也能參予楓之谷的世界，達到增加玩家人數效果。動畫在2007年10月7日開始放送，全25話。

## 工作人員
- 原作 - Nexon
- 執行製作人 - Y.T.Kang（Nexon）
- 企畫 - M.H.Joo（Nexon）、丸山正雄（Madhouse）、渡邊哲也（電通）
- 監督 - 石山タカ明
- 系列構成 - 井上敏樹
- 人物設計、總作畫監督 - 兼森義則
- 色彩設計 - 林文江（DR TOKYO）
- 美術監督 - 上野秀行（Studio Wyeth）
- 設計工作 - Jamie Vickers
- 攝影監督 - 増元由紀大（DR TOKYO）
- 音樂- 十川知司
- 音響監督 - 本田保則
- 助監督 - いしづかあつこ
- 動畫製作 - Madhouse
- 製作人 - 吉野文（東京電視台）、J.A.Kim（Nexon）、山野井創（電通）

## 配音演员
- 阿鲁 - 桑島法子
- 尼娜 - 遠藤綾
- 噗嘟 - 松本梨香
- 安吉 - 草尾毅
- 巴罗 - 木内秀信
- 加鲁斯 - 楠大典
- 库尔娜 - 水樹奈奈
- 阿里巴 - 浪川大輔